# Валон Сарачіні
Валон Сарачіні (алб. Valon Saracini, мак. Ваљон Сараќини; нар. 24 липня 1981, Скоп'є) — економіст і політик Північної Македонії албанського походження. Член Демократичного союзу за інтеграцію.

## Освіта
Вищу освіту здобув у галузі ділового адміністрування в Американському коледжі у Скоп'є (2009). Працював директором з комунікації та маркетингу в Американському коледжі.
Окрім рідної албанської мови, володіє також македонською та англійською.

## Кар'єра
З 2002 по 2005 рік працював у складі адміністрації Ради у справах біженців в Норвегії.
28 липня 2011 призначений міністром економіки в коаліційному уряді Ніколи Груєвскі.